# Julia Antonia
Julia Caesaris (104 v.Chr.-na 39 v.Chr.) of Julia Antonia (gebruikt in de bronnen om haar te onderscheiden van de andere Juliae Caesares) was een dochter van consul Lucius Julius Caesar en een zus van de consul in 64 v.Chr. Lucius Julius Caesar IV. Wie haar moeder was is onbekend. Ze werd geboren in Rome, waar ze ook haar kinderjaren zou doorbrengen. Ze was een verre verwante van de Julius Caesar.
Julia trouwde met Marcus Antonius Creticus, een man afkomstig uit een senatorengeslacht. Hun zonen waren Marcus Antonius (de latere triumvir), Gaius Antonius en Lucius Antonius. Door haar familiebanden werden haar zonen in hun politieke carrière van door Julius Caesar gesteund. Nadat Julia’s eerste echtgenoot in 74 v.Chr. was overleden, hertrouwde ze met Publius Cornelius Lentulus Sura, een politicus, die in 63 v.Chr. was betrokken in de Catilinarische samenzwering en werd geëxecuteerd op bevel van consul Marcus Tullius Cicero. Haar tweede echtgenoot zou haar zonen hebben gecorrumpeerd, waarvan haar oudste, Marcus Antonius, het minst geliefd was bij zijn moeder. Toch wist Julia uit haar huwelijken ook voordeel te halen voor haar zonen.
Toen haar zoon Decimus Iunius Brutus Albinus belegerde in Mutina (43 v.Chr.), zorgde zij ervoor dat diens familie hier niet het slachtoffer van werd.
Plutarchus omschrijft haar als een van de « meest edel geboren en bewonderde vrouw van haar tijd ». En Cicero noemde haar een femina lectissima (« meest voortreffelijke vrouw »). Plutarchus omschreef haar relatie met haar eerste echtgenoot als volgt:

Zijn vader was Antonius, bijgenaamd Creticus, een in het openbare leven noch erg onderscheiden noch beroemd man, (maar) oprecht en goed, en vooral vrijgevig in schenkingen, zoals blijkt uit een enkel voorbeeld. Hij bezat immers niet veel en daarom werd zijn verlangen naar welwillendheid door zijn vrouw getemperd. Toen een vriend die in geldnood was naar hem kwam om van hem te lenen. Geld had hij niet, maar hij verzocht een dienaar om hem water in een zilveren bekken te brengen, waarmee hij, toen ze werd gebracht, zijn gezicht nat maakte, alsof hij zich wilde scheren, en nadat hij de bediende met een andere opdracht had weggestuurd, gaf hij zijn vriend het bekken, met de wens om het voor zijn doel te gebruiken. En toen er, nadien, achter werd gezocht, en zijn vrouw slecht gehumeurd was, en de bediende een voor een wilde inzetten om te zoeken, bekende hij wat hij had gedaan, en smeekte haar om vergiffenis.
— Plut., Ant. 1.

Plutarchus geeft ons nog een ander staaltje van haar krachtdadige karakter, in verband met de proscriptie van 43 v.Chr. onder het tweede triumviraat:

Zijn oom, Lucius Caesar, die werd gezocht en achtervolgd, zocht toevlucht bij zijn zuster, die, toen de moordenaars in haar huis waren binnengebroken en haar kamer aan het indringen waren, hen ontmoette bij de deur, en de handen uitspreidend, verscheidene malen uitriep: "Jullie zullen Lucius Caesar niet doden tenzij jullie mij eerst doden die jullie imperator het leven schonk;" en op deze manier slaagde ze erin haar broer weg te krijgen, en zijn leven te redden.
— Plut., Ant. 20.3.

Ze zou ook haar voorspraak gebruiken om rijke vrouwen die slachtoffers van de proscriptie dreigden te worden te redden.
Tijdens de Perusische Oorlog (huidige Perugia) tussen 41 en 40 v.Chr., verliet Julia Rome, hoewel Octavianus (de latere Augustus) haar vriendelijk behandelde, en ging naar Sextus Pompeius Magnus in Sicilia, die haar met een aanzienlijk escort en konvooi van triremen naar Griekenland gestuurd voor Marcus Antonius. Na de verzoening tussen de triumviri, keerde Julia samen met Marcus Antonius terug naar Italia in 39 v.Chr. en was waarschijnlijk aanwezig bij de ontmoeting met Sextus Pompeius in Misenum.
Het is onbekend wanneer ze is overleden.

## Antieke bronnen
- Appianus, Bel. Civ. III 32, 51, V 52, 63.
- Cassius Dio, XLVII 8, XLVIII 16
- Cicero, in Cat IV 6, Phil. II 6, 8, 24.
- Plutarchus, Antonius 1-2.1, 19-20.
- Schol. Bob., in Vat. p. 321, ed. Orelli.